# Bölöni Domokos
Bölöni Domokos (Dányán, 1946. augusztus 11. –) romániai magyar író, szerkesztő. Egy Maros megyei (volt Kis-Küküllő vármegye), közigazgatásilag Bonyha községhez tartozó, Dányán nevű faluban született. Dicsőszentmártonban járt középiskolába. 1973-ban román-magyar szakos oklevelet szerzett a marosvásárhelyi Tanárképző Főiskolán, majd 17 éven át a sóvidéki fazekasfaluban, Korondon tanított. Volt községi könyvtáros, iskolaigazgató, irodalmi kör szervezője stb.
1990 óta Marosvásárhelyen él.
Első írása 1974-ben jelent meg a kolozsvári Utunk című irodalmi hetilapban. Közölt a bukaresti Ifjúmunkás, Előre, a marosvásárhelyi Új Élet, Igaz Szó, a csíkszeredai Hargita, valamint a Brassói Lapok című kiadványokban.
Első kötete a bukaresti Kriterion Kiadó Forrás-sorozatában jelent meg, Hullámok boldogsága címmel 1980-ban. Hét vége című novellájával 1985-ben elnyerte az Igaz Szó szépirodalmi folyóirat novellapályázatának első díját. (Később Parasztnovella címmel jelent meg kötetben.) 1986-ban szintén Bukarestben látott napvilágot újabb novelláskötete, A szárnyas ember.
1990 tavaszán visszatért Marosvásárhelyre. A Népújság című napilapnál vállalt munkát, a művelődési rovat munkatársaként. 1993-ban két írása elnyerte a Magyarok a Magyarokért Alapítvány pályázatának első díját próza kategóriában. 1998-ban szülőfalujáról írt munkáját nagydíjjal jutalmazta a budapesti Magyar Napló (A magyar társadalom önképe az ezredfordulón címmel meghirdetett pályázatán). A Népújság mellett létesült Impress Kiadó első köteteként adták ki 1992-ben a Harangoznak Rossz Pistának című kötetet, ennek ‘bevételével’ indult a kiadó.
További könyvei:
Egek, harmatozzatok! (Válogatott novellák, 1995)
Dégi Gyurka pontozója (Kisregény, Mentor, 1998)
Bot és fapénz (Novellák; Mentor, Marosvásárhely, 1999)
A próféták elhallgattak (2002)
A nevető gödör (2004)
Jézus megcibálja Pricskili Dungónak a fülét (2006)
Széles utcán jár a bánat (2007)
Elindult a hagymalé. (Rövidpróza; Impress, Marosvásárhely, 2009)
Micsobur reinkarnációja. (Mákföldi történetek,  Juventus, Marosvásárhely, 2010)
Küküllőmadár (Karcolatok; Erdélyi Gondolat, gyermekkönyvtár, Székelyudvarhely, 2011)
Az eltérített felvonó. A marosvásárhelyi Súrlott Grádics irodalmi kör antológiája, 2011 (szerk.)
Mosolygó kis pöttyös, szovátai pisztráng (2014)
Szélrózsa kankalin (2014)
Harangoz egy rézmozsár. Járókeret a 75.-hez (Juventus, Marosvásárhely, 2021)
A harmadik pohár (Novellák, karcolatok,  Juventus, Marosvásárhely, 2021)
Szélrózsa a toronyban (Novellák, karcolatok, Erdélyi Műhely Könyvek, Budapest – Székelyudvarhely, 2023)